# Nordic Optical Telescope
Nordic Optical Telescope (det nordiske optiske teleskop, NOT) er et astronomisk teleskop ved Roque de los Muchachos Observatoriet på La Palma i de Kanariske øer. Teleskopet blev taget i brug for første gang i 1988 og regulære astronomiske observationer begyndte i 1989. Teleskopet er finansieret af Danmark, Sverige, Island, Norge og Finland. Astronomer af alle nationaliteter kan søge om observationstid på observatoriet. Denne tildeles gennem internationale komiteer.
NOT var det første større teleskop, der benyttede aktiv optik for at korrigere formen på et tyndt og derfor let primært spejl støttet af aktuatorer.
Spejlet på NOT er 2.56m i diameter. Der er installeret følgende instrumenter på teleskopet:
- ALFOSC -- CCD (synligt lys) spektograf til lyssvage objekter og et 4 megapixel kamera
- NOTCam -- 1 Megapixel HgCdTe Hawaii infrarødt kamera og spektrograf
- MOSCA -- 16 Megapixel CCD kamera
- SOFIN -- Højopløsnings CCD spektrograf (op til R=170000)
- StanCam -- Stand-by 1 megapixel CCD kamera
- LuckyCam -- Høj billedrate, lav støj L3Vision CCD kamera til lucky imaging
- TURPOL -- UBVRI fotopolarimeter
- FIES -- krydsdispersions højopløsnings (op til R=60000) echelle spektrograf, isoleret fra termisk og mekanisk ustabilitet.